# 2012 en science
| Années de la science : 2009 - 2010 - 2011 - 2012 - 2013 - 2014 - 2015    |
| Décennies de la science : 1980 - 1990 - 2000 - 2010 - 2020 - 2030 - 2040 |

Cet article présente les faits marquants de l'année 2012 en science.

## Évènements

### Biologie
La connaissance des virus est améliorée : la métagénomique (étude des génomes de tous les microorganismes présents à un moment donné dans un environnement donné) se développe, et révèle une grande diversité génétique des virus. L'évolution des virus à l'échelle des temps géologique est également étudiée.
- Le 2 février 2012 : des amphipodes géants ont été découverts dans les eaux de la fosse océanique de Kermadec, au large de la Nouvelle-Zélande, mesurant dix fois la taille normale de l'espèce de crustacé à laquelle ils semblent appartenir[2],[3] (l'espèce Alicella gigantea[4], plus grand amphipode vivant connu, pouvant atteindre 34 cm de long, contre 3 cm au plus pour la majorité des amphipodes[5]).

### Médecine
Inauguration le 31 janvier du centre de recherche Clinatec. 

### Physique
Le laser BELLA, construit par Thales et installé à Berkeley, est le plus puissant au monde.

### Astronomie
Au 1er janvier 2012, on avait découvert 716 exoplanètes confirmées et 2 326 candidates.

## Prix
- Prix Nobel
  - Prix Nobel de physiologie ou médecine : John Gurdon et Shinya Yamanaka
  - Prix Nobel de physique : David Wineland et Serge Haroche
  - Prix Nobel de chimie : Robert Lefkowitz et Brian Kobilka

- Prix Lasker
  - Prix Albert-Lasker pour la recherche médicale fondamentale : Michael Sheetz, James Spudich, et Ronald Vale
  - Prix Albert-Lasker pour la recherche médicale clinique : Roy Calne et Thomas Starzl

- Médailles de la Royal Society
  - Médaille Copley : Sir John Ernest Walker
  - Médaille Darwin : Tim Clutton-Brock
  - Médaille Davy : Fraser Armstrong (en)
  - Médaille Royale : Thomas Kibble
  - Médaille Rumford : Roy Taylor (en)
  - Médaille Sylvester : John Toland

- Médailles de la Geological Society of London
  - Médaille Lyell : Eric Wolff
  - Médaille Murchison : Frank S. Spear
  - Médaille Wollaston : Christopher Hawkesworth

- Prix Jules-Janssen (astronomie) : Jay Pasachoff
- Prix Turing en informatique : Silvio Micali et Shafi Goldwasser
- Médaille Bruce (Astronomie) : Sandra Moore Faber
- Médaille Linnéenne : Stephen Blackmore et Peter Holland

- Médaille d'or du CNRS : Philippe Descola
- Grand Prix de l'Inserm : Philippe Sansonetti

## Décès
- 31 mars : Halbert White (né en 1950), statisticien économètre américain.

- 12 mai : Fritz Ursell (né en 1923), mathématicien et physicien britannique.

- 2 juin : Genichi Taguchi (mort né en 1924), ingénieur et statisticien japonais.

- 11 septembre : Irving S. Reed (né en 1923), mathématicien et ingénieur américain.

- 5 octobre : Keith Campbell (né en 1954), biologiste ayant participé au clonage de la brebis Dolly.